# آلية روبرت

ميكانيكية روبرت

تعمل آلية أو ميكانيكية روبرت (بالإنجليزية: Roberts Mechanism)‏ على تحويل حركة دورانية إلى حركة شبه خطية. طوّر هذه الآلية البريطاني ريتشارد روبرت (1789–1864).
ويمكن تصنيف آلية روبرت على أنها آلية رباعية قضبان من حالة كراشوف روكر-روكر
ومتماثلة.